# جون إليسون
جون إليسون (بالإنجليزية: John Ellison)‏ هو سياسي أمريكي، ولد في 1953 في إلكو في الولايات المتحدة. حزبياً، نشط في الحزب الجمهوري. وقد انتخب عضو المجلس النيابي لولاية نيفادا.